# Joseph Hunter Bryan
Joseph Hunter Bryan (* 9. April 1782 im Martin County, North Carolina; † 28. Dezember 1839 in La Grange, Tennessee) war ein US-amerikanischer Politiker. Zwischen 1815 und 1819 vertrat er den Bundesstaat North Carolina im US-Repräsentantenhaus.

## Werdegang
Joseph Bryan war der ältere Bruder des Kongressabgeordneten Henry Hunter Bryan (1786–1835) aus Tennessee. Über seine Jugend ist wenig bekannt. Anfang des 19. Jahrhunderts begann er in North Carolina als Mitglied der von Thomas Jefferson gegründeten Demokratisch-Republikanischen Partei eine politische Laufbahn. In den Jahren 1804 und 1805 sowie nochmals von 1807 bis 1809 saß er als Abgeordneter im Repräsentantenhaus von North Carolina. Zwischen 1809 und 1817 fungierte er auch als Kurator der University of North Carolina.
Bei den Kongresswahlen des Jahres 1814 wurde Bryan im ersten Wahlbezirk von North Carolina in das US-Repräsentantenhaus in Washington, D.C. gewählt, wo er am 4. März 1815 die Nachfolge von Willis Alston antrat. Nach einer Wiederwahl konnte er bis zum 3. März 1819 zwei Legislaturperioden im Kongress absolvieren. Nach seinem Ausscheiden aus dem US-Repräsentantenhaus hat Bryan kein weiteres politisches Amt mehr ausgeübt. Er starb am 28. Dezember 1839 in La Grange.